# Хорезу
 Хорезу  (рум. Horezu) — город в Румынии жудеца Вылча.
Расположен в исторической области Валахия на юге Румынии в 183 км на северо-запад от столицы Бухареста, 30 км западнее административного центра жудеца г. Рымнику-Вылча, 92 км севернее Крайовы, 138 км северо-западнее Брашова. До Тыргу-Жиу — 70 км.
Находится на автомобильной дороге национального значения DN 67 Дробета-Турну-Северин — Мотру — Тыргу-Жиу — Хорезу — Рымнику-Вылча.
Административно городу подчинены села (данные о населении за 2002 год):
- Ифримешть (209 человек);
- Римешть (286 человек);
- Романий-де-Жос (756 человек);
- Романий-де-Сус (958 человек);
- Тенесешть (194 человека);
- Уршань (474 человека).

Население — 6 263 человека (2011).

## История

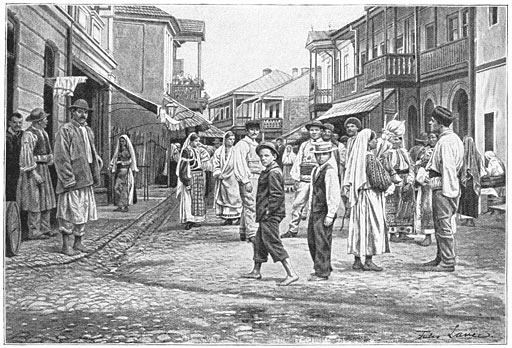
Хорезу на фотографии начала XX века.

Первое письменное упоминание о Хорезу относится к 1487 году.
Хорезу является одним из наиболее важных центров традиционного народного творчества Румынии, в первую очередь, изготовления керамики, гончарного производства, ткачества, иконографии, резьбы по дереву и т. д. Бо́льшая часть жителей города, занимается производством изделий из керамики (тарелки, чашки), которые высоко ценятся как в Румынии, так и за рубежом.

## Достопримечательности
- Местной достопримечательностью является монастырь, основанный в 1690 году господарем Валахии Константином Брынковяну, включенный в список всемирного наследия ЮНЕСКО.
- Ежегодная ярмарка керамики «Петух Хорезу», которая проводится в первую неделю июня и привлекает туристов из многих регионов страны и зарубежья.

## Известные уроженцы
- Команеску, Лазар (род. 1949) — румынский дипломат, министр иностранных дел с 15 апреля по 22 декабря 2008 года.
- Попа, Адриан (род. 1988) — румынский футболист ФК «Стяуа» (Бухарест), член национальной сборной.